# الضبر، إب
الضبر هي إحدى قرى الجمهورية اليمنية. وهي تتبع جغرافيًا لمحافظة إب. وإداريًا لمديرية القفر. يبلغ تعداد سكانها 1316 نسمة حسب الإحصاء الذي جرى عام 2004.